# Хуан Баутіста де Орендайн-і-Аспілікуета
Хуан Баутіста де Орендайн-і-Аспілікуета, 1-й маркіз Піс, (ісп. Juan Bautista de Orendáin; 16 жовтня 1683 — 21 жовтня 1734) — іспанський політик, двічі секретар Універсального бюро (de facto прем'єр-міністр) країни.

## Життєпис
Уродженець Країни Басків. Юнаком вирушив спочатку в Єпес, а потім — до Мадрида. Там він познайомився з Хосе де Грімальдо, який надалі опікувався молодим політиком і представив його в королівському дворі. Коли Філіп V зрікся престолу на користь свого сина Луїса I, Орендайн очолив уряд. Втім, коли Луїс помер, а на трон повернувся Філіп, разом з останнім повернувся і глава уряду Хосе де Грімальдо. Орендайн же став міністром казначейства.
Наступного року Орендайн разом з Хуаном Гільєрмо Ріппердою був відряджений до Відня, де поставив свій підпис під договром з колишніми ворогами. Той договір відкрив перспективи повернення Іспанією частини своїх колишніх володінь в Італії. За свою працю Ріпперда отримав герцогський титул і замінив Грімальдо на посту прем'єр-міністра. Орендайну ж було надано титул маркіза де ла Пас (Піс).
У жовтні 1726 року Орендайн вдруге очолив уряд. У той період він підтримував агресивну політику королеви Єлизавети Фарнезе з метою повернення втрачених іспанських володінь в Італії. Залишався на посаді до самої своєї смерті 21 жовтня 1734 року.